# ريتشارد هنريكسون
ريتشارد هنريكسون (بالسويدية: Richard Henriksson)‏ هو لاعب كرة قدم سويدي في مركز الدفاع، ولد في 5 أكتوبر 1982 في ستوكهولم في السويد. شارك مع منتخب السويد تحت 21 سنة لكرة القدم. أما مع النوادي، فقد لعب مع آرهوس جمناستيك فورينينغ ونادي برومابويكارنا ونادي يورغوردينس.

## وصلات خارجية
- ريتشارد هنريكسون على موقع قاعدة بيانات كرة القدم.إي يو (الإنجليزية)
- ريتشارد هنريكسون على موقع عالم كرة القدم.نت (الإنجليزية)